# Mario Kart Live: Home Circuit
Mario Kart Live: Home Circuit is een racespel met gemengde werkelijkheid dat is ontwikkeld door Velan Studios en uitgegeven door Nintendo. Het computerspel werd op 16 oktober 2020 uitgebracht voor de Nintendo Switch.

## Gameplay
Het is het tiende spel in de Mario Kart-reeks en introduceert een geheel nieuw spelelement waarbij spelers zelf circuits kunnen bouwen met echte raceautootjes. Deze mini-karts reageren op de invoer van de spelcomputer. Wanneer men in het spel een voorwerp raakt, zal ook in het echt de racewagen vertragen.
Er is een Grand Prix-modus, waarbij men tegen Bowser Jr. en zijn Koopalings moet racen. Als de speler wint, kan men nieuwe onderdelen ontsluiten. Verder ondersteunt het spel computertegenstanders en er kunnen tot 4 spelers tegelijk spelen.

## Ontvangst
| Recensiescore       | Recensiescore |
| Recensieverzamelaar | Score         |
| ------------------- | ------------- |
| Metacritic          | 75            |
| Publicist           | Score         |
| Game Informer       | 7,5           |
| GameSpot            | 7             |
| IGN                 | 7             |
| Polygon             | Aanbevolen    |
| Nintendo Life       | 8             |

Het spel kreeg positieve recensies en heeft op website Metacritic een verzamelde score van 75%. Men prees het uiterlijk, de originele uitvoering van het spel, en de combinatie tussen speelgoed en een computerspel met gemengde werkelijkheid. Kritiek was er op het herhalingseffect en de beperkingen bij het aanleggen van een circuit.